# Jiří Srnec
Jiří Srnec (29. srpna 1931 Žalov – 28. listopadu 2021) byl český divadelník, scénograf, režisér, výtvarník, hudební skladatel a manažer Černého divadla Jiřího Srnce.

## Život

### Studium a divadelní činnost
Vystudoval pražskou konzervatoř, loutkářskou katedru DAMU a grafickou školu. V roce 1959 svým absolventským představením hry Pan Sen v Brně představil techniku černého divadla a budoucí soubor, sestavený z čerstvých absolventů DAMU. Tato divadelní skupina 7/7 od podzimu 1959 vystupovala se scénkami Kouzelník a Pradlenka v pořadu Nocturno v divadle Semafor v Praze. Po úspěchu vystoupení na Světovém festivalu mládeže ve Vídni byl soubor vystoupil roku 1960 s inscenací Preludium na výstavě v Moskvě a Kyjevě a následovaly další divadelní projekty. Během roku 1961 sestavil Jiří Srnec v Divadle Na zábradlí novou skupinu, s níž v roce 1962 úspěšně uvedl představení What next? na festivalu ve skotském Edinburghu a pokračoval založením vlastního Černého divadla, které bylo jedním ze souborů Státního divadelního studia. Až do roku 1964 vystupovalo převážně v zahraničí, protože nemělo svou stálou domácí scénu. Srnec byl libretistou, režisérem i autorem scénické hudby všech inscenací. 
Spolupracoval s divadlem Semafor, Laternou magikou, Divadlem Spejbla a Hurvínka a státní operou v Mnichově. Od roku 1989 do roku 1991 působil jako zakladatel a vedoucí souboru Imaginativ Praha.

### Ocenění
Za svou uměleckou činnost a reprezentaci českého umění ve světě byl v roce 2011 vyznamenán prezidentem ČR Václavem Klausem státním vyznamenáním medailí Za zásluhy. Dne 24. března 2018 převzal Cenu Thálie 2017 za mimořádný umělecký přínos českému divadelnímu umění.

### Osobní život
Jiří Srnec byl třikrát ženatý. Jeho první manželkou byla Zdena Ráďa Sýkorová (*1931), se kterou měl dvě děti – syna Jakuba (*1958) a dceru Terezu (*1960). Jejich manželství skončilo rozvodem v roce 1966.
V letech 1966–1980 byl ženatý s herečkou a výtvarnicí Emmou Srncovou (*1942), s níž měl dvě děti – syna Jana (*1967) a dceru Barboru (*1969). Toto manželství bylo rozvedeno v roce 1980.
Od roku 1981 byla jeho manželkou tanečnice a herečka Dana Asterová Srncová (*1959). Společně měli tři děti. Nejstarší syn Jiří Aster Srnec (*1984) působí jako manažer Černého divadla Jiřího Srnce, Adéla Mašínová Srncová (*1987) se věnuje choreografii, výrazovému tanci, taneční improvizaci a herectví. Nejmladší dcera Anna Pokorná Srncová (*1992) je členkou souboru baletu Divadla J. K. Tyla v Plzni.